# Miranda (chanteuse)
Pour les articles homonymes, voir Miranda.
Miranda est une chanteuse française née le 24 janvier 1976 et d'origine espagnole. Elle est populaire en Europe dans les années 1990 et au début des années 2000.

## Biographie
En 1998, elle a pris part en tant que danseuse à la vidéo de musique de Ricky Martin, María, quand elle a rencontré les producteurs Louis Element et Johnny Williams. Elle a sorti son premier single de son premier et seul album Fiesta, Vamos a la Playa, qui est devenu un tube de l’été aux Pays-Bas et Italie,. En 2000, elle a sorti deux nouveaux singles, Eldorado et A la Fiesta, dont le dernier a atteint la 66e place du Singles Chart néerlandais. En 2001, elle a signé avec Do It Yourself et a sorti son dernier single, Bamba! (El Ritmo De Miranda).
Au cours des années 2000 et 2010, la production de l’artiste s’est interrompue. Cependant, les morceaux produits et en particulier son succès principal, Vamos a la playa, ont été remixés à plusieurs reprises et repris par d’autres artistes, comme par la chanteuse néerlandaise Loona, qui a fait une reprise en 2010 publié comme un single avec un bon succès commercial.
Dans les années 2020, l’artiste retrouve de la popularité, d’abord avec la publication d’un EP officiel par le label Do It Yourself contenant de nouveaux remix de Vamos a la playa en 2019, à l’occasion du vingtième anniversaire de sa première sortie suivi, en 2021, de sa participation à la réalisation de Sound of Fiesta (Vamos a playa), nouvelle version de la chanson produite par les Cuban Deejays et DJ Shorty, dans laquelle il fait un duo avec Shaggy.
En mai 2023, elle a chanté en Italie après deux décennies depuis sa dernière apparition télévisée dans l’émission de télévision frI migliori anni (it) sur Rai 1, dans un épisode consacré aux succès d’été.

## Discographie

### Albums
- 1999 : Fiesta

### Singles
- 1999 : Vamos a la playa
- 2000 : Eldorado (en)
- 2000 : A la fiesta (en)
- 2001 : Bamba! (El Ritmo De Miranda)